# Friedrich Lindenbrog
Friedrich Lindenbrog, Fridericus Lindenbrogius ou Fridericus Tiliobroga, né le 28 décembre 1573 et mort le 9 septembre 1648, est un juriste, philologue et érudit allemand d'expression latine,.
C'est le fils de l'historien Erpold Lindenbrog (1540-1616).

## Biographie
Friedrich Lindenbrog naquit à Hambourg le 28 décembre 1573 ; il alla faire ses études en Hollande, où il se lia particulièrement avec le fameux Scaliger, qui lui conseilla de se livrer à la critique des anciens auteurs. Il visita ensuite la France, et, revenu dans sa patrie, étudia la jurisprudence, fut pourvu de différents emplois, et mourut en 1647.

## Œuvres
On a de lui : 
- des éditions de l’Appendix Vergiliana ; de M. Valerius Probus, De notis antiquorum, sous le nom latinisé de C. N. F. Tiliobroga ; des Comédies de Térence, et de l’Histoire d’Ammien Marcellin, avec des commentaires que H. Valois a conservés dans son édition.
- Des Notes sur Térence et le Commentaire de Donat ; sur le Culex, le Ciris, les Catalectes de Virgile ; sur les Priapées et sur les trois Elégies de Albinovanus Pedo. Les notes sur les élégies ont été imprimées avec celles de J. Scaliger et de Nicolas Heinsius, Amsterdam, 1763, in-8°.
- Commentarius de ludis veterum, Paris, 1605, in-4°.
- Commentarius in legem unicam C. Si quis imperatori maledixerit, cum notis brevioribus, etc. Hambourg, 1606, in-8° ; inséré dans le tome 6 du Thesaurus juris romani, par Everard Otto.
- Diversarum gentium historiæ antiquæ scriptores tres, Hambourg, 1611, in-4°. Ce volume contient les chroniques de Jordanès, d’Isidore de Séville et de Paul Diacre (ou Warnefrid), avec des remarques[3].
- Codex legum antiquarum, quo continentur leges Wisigothorum, Burgundionum, Alamannorum, etc. Francfort, 1613, in-fol. Cette collection rare et estimée contient des morceaux très-intéressants, mais dont plusieurs ont été réimprimés plus correctement par Baluze, D. Bouquet, etc., et dans le Corpus juris germanici antiqui. Elle a été, en outre, insérée par Paolo Canciani, dans les Barbarorum leges antiquæ, Venise 1781-92, 5 vol. in-fol.
- Variarium quæstionum centuria ; dans la Biblioth. græca, de Fabricius, t. 13, p. 386-600.

### Éditeur
- (la) Anthologia veterum Latinorum epigrammatum et poëmatum
- (la) Diversarum gentium historiae antiquae scriptores tres
- (la) Papinii Surculi Statii Opera quae extant
- (fr) Les Priapées (une traduction d'un ouvrage en latin rédigé sous la direction de Lindenbrog)

### Annotateur
- (la) Epistolae Heraclii imperatoris ad Sophoclem sophistam. Sophoclis sophistae ad Heraclium imperatorem. C. Antonii ad Q. Soranum. Cleopatrae reginae ad eundem. Qu. Sorani ad Antonium et Cleopatram de priapismo Cleopatrae reginae ejusve remediis. In lucem prolatae ex bibliotheca Melchioris Haminsfeldii Goldasti